# فرودگاه گریم شاو
فرودگاه گریم شاو (به انگلیسی: Grimshaw Airport) یک فرودگاه همگانی است . این فرودگاه در کشور کانادا قرار دارد و در ارتفاع ۶۲۵ متری از سطح دریا واقع شده است.